# Rai 4
Rai 4 es un canal de televisión italiano perteneciente a la RAI y que emite exclusivamente a través de la televisión digital terrestre. La cadena fue inaugurada el 14 de julio de 2008 con la emisión de la película Elephant.

## Historia
Rai 4 comenzó sus emisiones el 14 de julio de 2008 a las 21:00 hora italiana con la retransmisión de la película Elephant. en sus inicios gran parte de su programación era ocupada sobre todo por series de culto, cine y varios reality shows de Rai 2.
La dirección del canal correspondió a Carlo Freccero desde el inicio hasta el 4 de agosto de 2013, el cual fue sustituido por Luigi Gubitosi hasta finales de octubre.
El consejo de administración decidió el 17 de octubre de 2013 que a partir de este momento pasaría a ser gestionado por Rai Gold en vez de RaiSat como hasta el momento debido al cierre de esta empresa en 2010.
El 13 de septiembre de 2015 Rai 4 comienza a emitir en la plataforma de pago Sky Italia.
Rai 4 comenzó sus emisiones en alta definición el 22 de enero de 2016 en las plataformas de pago y a partir del 19 de septiembre en la TDT.
Se separa de la estructura Rai Gold el 18 de febrero de 2016 y pasa a estar dirigido por Angelo Teodoli, exdirector de Rai 2.

## Programación
La cadena está dirigida a un público joven, y basa su oferta en torno a series norteamericanas (también algunas series europeas), películas y anime.
Una parte de su programación, como algunas de las series, se emite en 16:9.
Kirby Right Back at Ya!
Algunos de sus programas son:
- Battlestar Galactica
- Being Erica
- Beverly Hills, 90210
- Blossom
- Breaking Bad
- Charmed
- Doctor Who
- Dream On
- Eurovision Song Contest (Semi-Finals)
- Heroes
- Misfits
- Numb3rs
- Once Upon a Time
- Primeval
- Private Practice
- Switched at Birth
- Two and a Half Men
- Underbelly
- Física o química

## Logotipos

2010-2016
Desde 2016

## Directores de Rai 4
| Nombre         | Periodo            |
| -------------- | ------------------ |
| Carlo Freccero | 2008-2013          |
| Luigi Gubitosi | 2013 como interino |
| Roberto Nepote | 2013-2016          |
| Angelo Teodoli | 2016-2017          |
| Roberta Erni   | Desde el 2017      |

## Audiencias
|      | Enero  | Febrero | Marzo  | Abril  | Mayo   | Junio  | Julio  | Agosto | Septiembre | Octubre | Noviembre | Diciembre | Media anual |
| ---- | ------ | ------- | ------ | ------ | ------ | ------ | ------ | ------ | ---------- | ------- | --------- | --------- | ----------- |
| 2014 | 0,95 % | 0,93 %  | 0,93 % | 0,91 % | 0,88 % | 0,93 % | 1,02 % | 1,14 % | 0,90 %     | 0,85 %  | 0,82 %    | 0,82 %    | 0,92 %      |
| 2015 | 0,84 % | 0,77 %  | 0,79 % | 0,83 % | 0,91 % | 0,89 % | 0,91 % | 1,01 % | 0,89 %     | 0,92 %  | 1,02 %    | 1,02 %    | 0,90 %      |
| 2016 | 0,86 % | 0,84 %  | 0,88 % | 0,92 % | 1,03 % | 1,35 % | 1,24 % | 1,22 % | 1,05 %     | 0,87 %  | 0,87 %    | 0,92 %    | 1,00 %      |
| 2017 | 1,21 % | 1,19 %  | 1,26 % | 1,48 % | 1,65 % | 1,67 % | 1,52 % | 1,51 % | 1,37 %     | 1,63 %  | 1,55 %    | 1,62 %    | 1,47 %      |
| 2018 | 1,63 % | 1,34 %  | 1,27 % | 1,29 % | 1,46 % | 1,60 % | 1,56 % |        |            |         |           |           |             |

Fuente : Auditel 
Leyenda :
Fondo verde : Mejor resultado histórico.
Fondo rojo : Peor resultado histórico.